# (3850) Пельтье
(3850) Пельтье (англ. Peltier) — астероид из группы главного пояса. Его открыл 7 октября 1986 года американский астроном Эдвард Боуэлл в обсерватории Андерсон Меса и назвал в честь другого американского астронома Лесли Пельтье. 

Орбита астероида Пельтье и его положение в Солнечной системе

Хотя орбита Пельтье отчасти схожа с орбитами астероидов семейства Флоры, он относится к астероидам спектрального класса V, что свидетельствует о его вероятной принадлежности к семейству Весты.